# Thymoites corus
Thymoites corus là một loài nhện trong họ Theridiidae.
Loài này thuộc chi Thymoites. Thymoites corus được Herbert Walter Levi miêu tả năm 1959.